# Pacific Park
Pacific Park est un parc d'attractions familial situé à Santa Monica, en Californie, aux États-Unis. Le parc situé sur la côte Ouest donne sur l'océan Pacifique, en direction de l'île Santa Catalina.

## Histoire
Santa Monica Municipal Pier a ouvert ses portes en 1909. En 1916, Charles I. D. Looff , qui a construit le premier carrousel de Coney Island, commence la construction d'une jetée adjacente connue sous le nom de Pleasure Pier, également appelée Newcomb Pier, qu'il exploite comme parc d'attractions. Les deux jetées sont désormais considérées comme faisant partie de la jetée de Santa Monica. 
Le Pleasure Pier a prospéré pendant les années 1920, mais s'est évanoui pendant la Grande Dépression. Au cours des années 1930, la jetée était principalement utilisée comme débarcadère de ferry, tandis que la majeure partie de la jetée était fermée et ses attractions vendues.
Au cours des décennies suivantes, la ville de Santa Monica a proposé divers plans pour démolir Newcomb Pier. Le conseil municipal a approuvé un plan visant à remplacer la jetée par une île de villégiature dans la baie de Santa Monica. Des militants locaux ont formé Save Santa Monica Bay et ont abattu ce plan et en 1973, la ville a officiellement révoqué un ordre permanent de démolir la jetée. La ville a acquis la propriété de la jetée privée à l'été 1974. Dans les années 1980, la jetée a été presque détruite par les tempêtes hivernales. En 1983, la ville a formé un groupe de travail sur la restauration et le développement de la jetée (maintenant la Pier Restoration Corporation), chargé de redonner à la jetée son ancienne gloire.
En 1989, la Pier Restoration Corporation décide de « faire de la jetée un développement commercial toute l'année avec des manèges, des boutiques de cadeaux, des discothèques avec des spectacles et des restaurants » qui « rappellerait son apogée dans les années 1920 et 1930 ». Le parc actuel a ouvert ses portes le 25 mai 1996. Le parc est exploité par Premier Parks LLC.
Il est apparu dans plus de 500 films et émissions de télévision tels que Fat Albert, Hannah Montana, Hannah Montana: The Movie , Kidsongs , 90210 Beverly Hills : Nouvelle Génération, Bean et The Tonight Show with Jay Leno, ainsi que le jeu vidéo populaire Grand Theft Auto 5 sous le nom de Pleasure Pier. En 2020, il figurait dans l'identité d'ouverture de la chaîne de télévision Sky Sky Comedy.

## Les attractions

### Montagnes russes
- West Coaster : Montagnes russes assises de D. H. Morgan Manufacturing (1996)

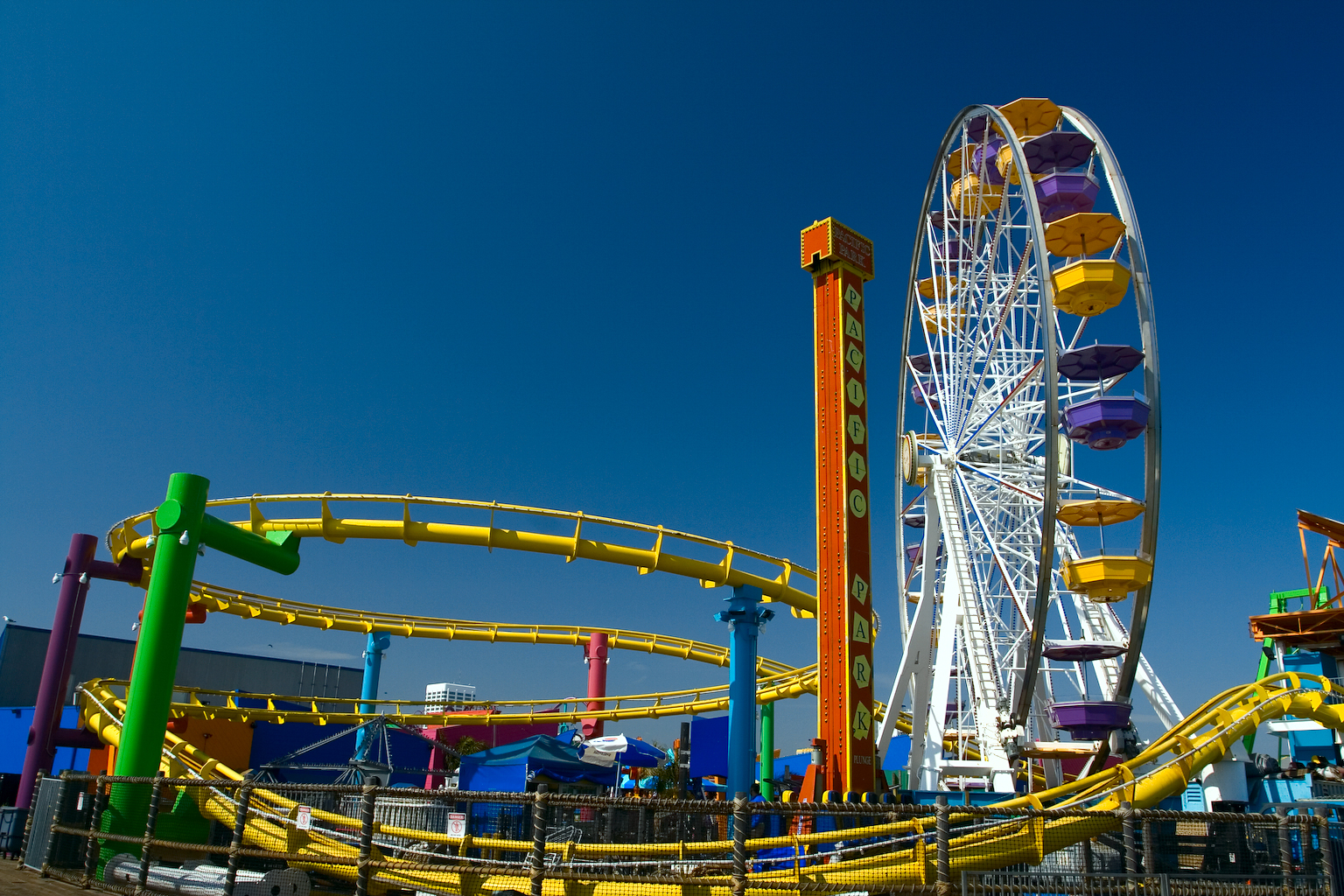

### Autres attractions
- Frog Hopper : Tour de chute pour enfants
- Inkie's Air Lift : Samba Balloon
- Inkie's Scrambler : Scrambler
- Inkie's Wave Jumper : Hopper
- Pacific Plunge : Tour de chute de Moser's Rides
- Pacific Wheel : Grande roue
- Sea Dragon : Bateau à bascule
- Sea Planes : Manège d'avions
- Seaside Swing : Balançoire pour enfants
- Shark Frenzy : Tilt-A-Whirl
- Sig Alert EV : Bouées tamponneuses

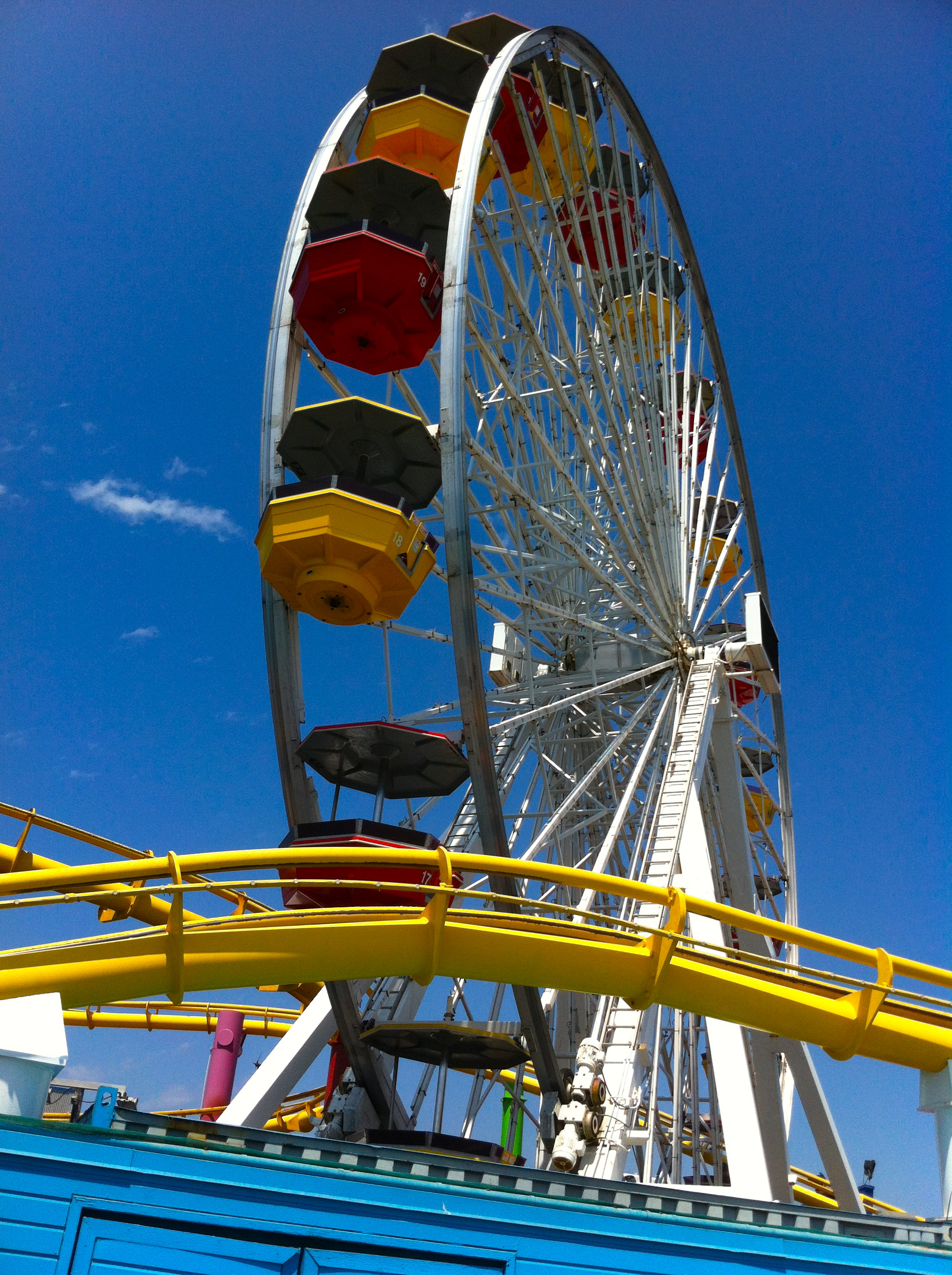
Pacific Wheel
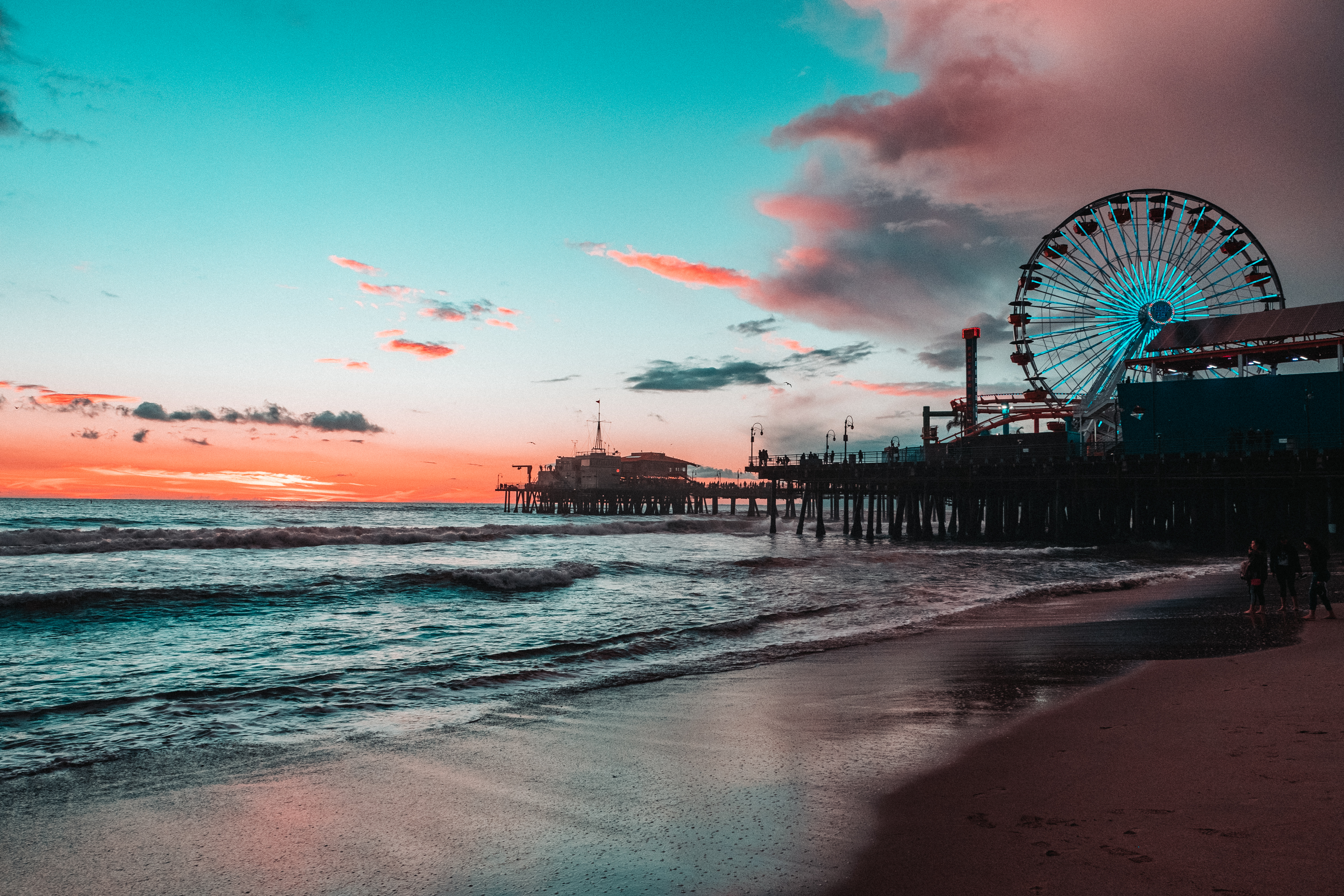
Vue sur Pacific Park depuis la jetée
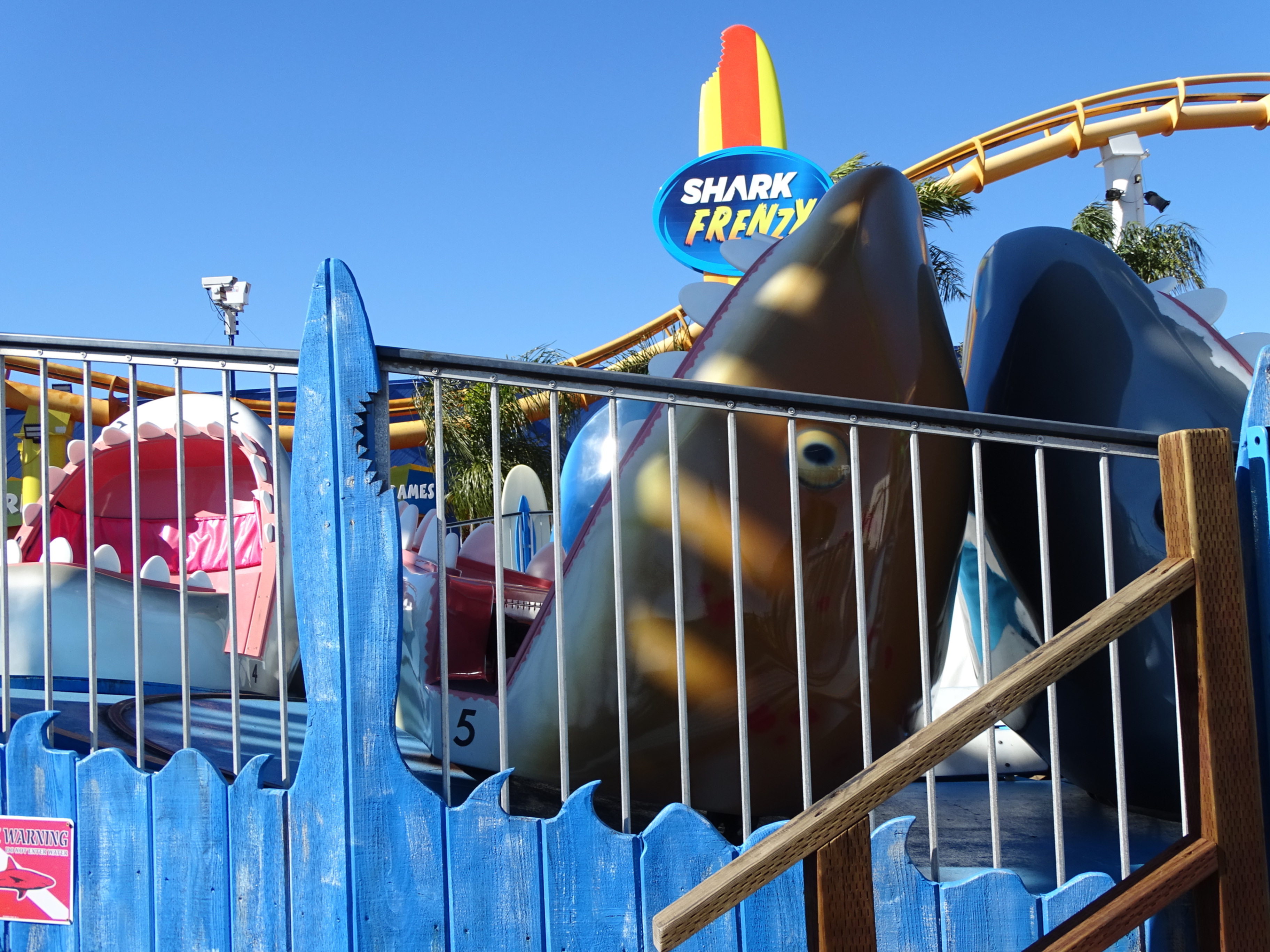
Shark Frenzy
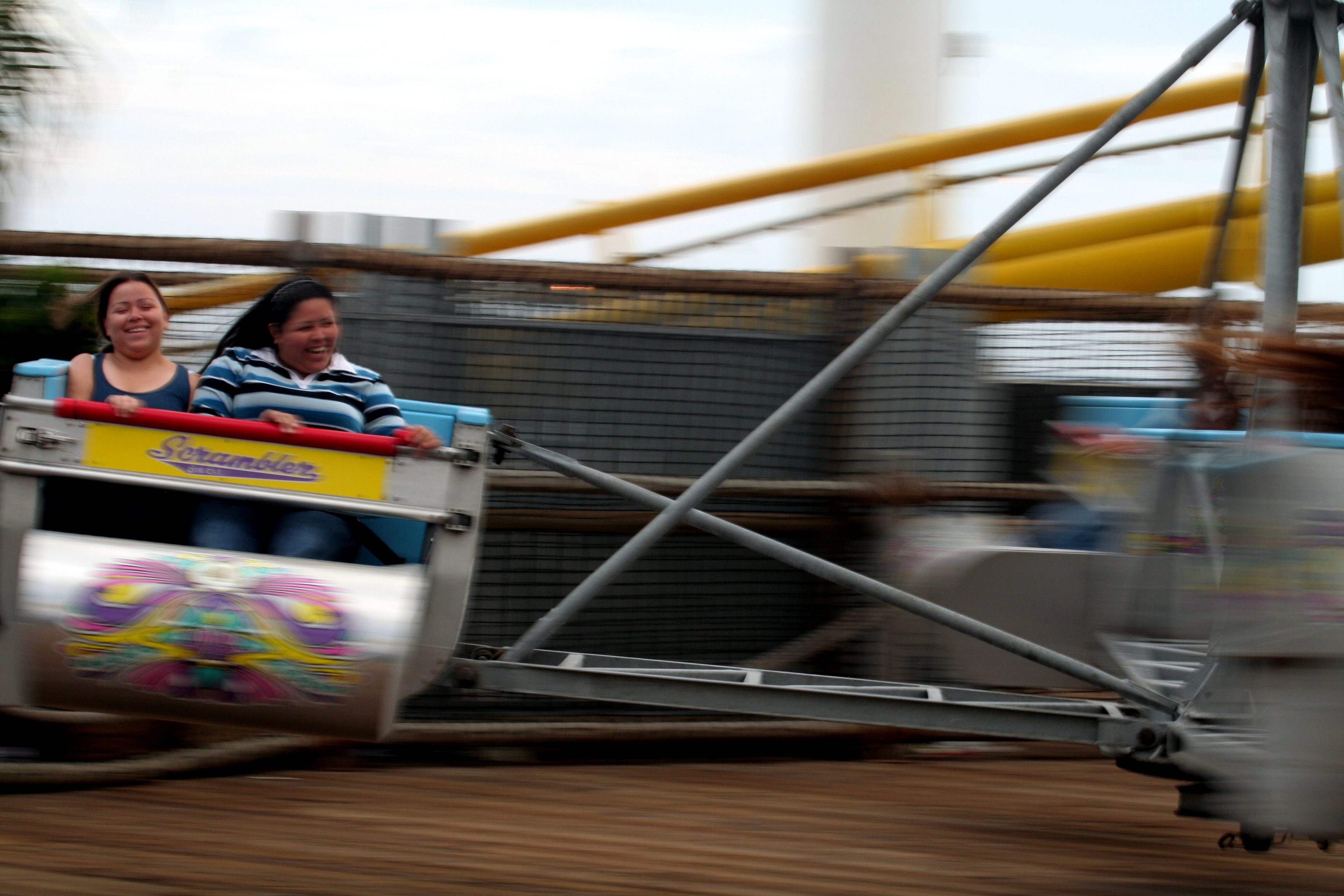
Scrambler